# Holger Freitag
Holger Freitag, född 8 oktober 1963 i Erlabrunn (numera en del av Breitenbrunn) i Sachsen, är en tysk tidigare backhoppare som tävlade för Östtyskland. Han representerade SC Dynamo Klingenthal.

## Karriär
Holger Freitag debuterade i världscupen under tysk-österrikiska backhopparveckan som ingår i världscupen. Han startade i öppningstävlingen i Schattenbergschanze i Oberstdorf i dåvarande Östtyskland 30 december 1980. Han blev nummer 52 i tävlingen, hans bästa resultat i backhopparveckan säsongen 1980/1981. 
Freitag deltog i Skid-VM 1982 i Holmenkollen i Oslo. Han tävlade i samtliga grenar och blev nummer 27 i normalbacken (Midtstubakken). I den individuella tävlingen i stora backen (Holmenkollbakken) blev Freitag nummer 37. I lagtävlingen blev han nummer 4 tillsammans med lagkamraterna Matthias Buse, Klaus Ostwald och Manfred Deckert. Östtyska laget var 58,2 poäng efter segrande norska laget och 10,5 poäng från en bronsmedalj.
Under säsongen 1982/1983 i världscupen vann Holger Freitag sin enda delseger. I Harrachov i dåvarande Tjeckoslovakien 8 januari 1983 vann han världscuptävlingen före finländaren Markku Pusenius och landsmännen Klaus Ostwald och Stefan Stannarius. Freitag var fem gånger bland de tio bästa i deltävlingar i världscupen. Som best blev han nummer 29 sammanlagt, säsongen 1983/1984.
Holger Freitag startade i olympiska vinterspelen 1984 i Sarajevo i dåvarande Jugoslavien. Han tävlade endast i normalbacken. Där blev han nummer 35 i tävlingen som vanns av lagkamraten Jens Weissflog före finländarna Matti Nykänen och Jari Puikkonen.
Freitag hoppade i sin sista internationella tävling i Gstaad i Schweiz 21 februari 1986.

## Övrigt
Holger Freitag är far till Richard Freitag och Selina Freitag som också är backhoppare.